# Dracophyllum

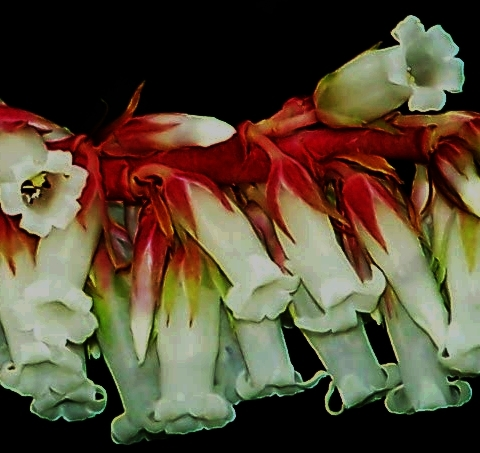
Detail květenství Dracophyllum secundum

Dracophyllum je rod rostlin z čeledi vřesovcovité. V minulosti byl řazen do čeledi Epacridaceae. Rod zahrnuje asi 50 až 60 druhů keřů, stromů nebo mechovitých kompaktních keříků. Je rozšířen zejména na Novém Zélandu a Nové Kaledonii. Zástupci rodu Dracophyllum se vyznačují pro dvouděložné rostliny zcela netypickými růžicemi dlouhých, úzkých a špičatých listů s paralelní žilnatinou, připomínajících spíše jednoděložné rostliny, jako je juka nebo dračinec. Květy jsou drobné, trubkovité nebo zvonkovité, u některých druhů v bohatých vrcholových květenstvích.

## Popis
Zástupci rodu Dracophyllum jsou keře, stromy i nízké polštářovitě rostoucí keříky, připomínající mech. Větve jsou pokryty jizvami po opadaných listech. Listy jsou dlouhé a úzké, s paralelní žilnatinou, nahloučené na koncích větví nebo je střechovitě kryjící. Na bázi jsou listy pochvaté a široké, směrem ke špici se zužují. Květy jsou drobné, bílé nebo červené, ve vrcholových nebo postranních latách či hroznech, řidčeji jednotlivé. Kalich je složen z 5 vejčitých nebo kopinatých lístků a je vytrvalý. Koruna je válcovitá až zvonkovitá, srostlá, zakončená 5 laloky. Tyčinek je 5 a jsou přirostlé ke koruně nebo volné. Semeník obsahuje 5 komůrek. Čnělka vyrůstá z prohlubně na vrcholu semeníku. Vajíček je mnoho. Plodem je mnohasemenná tobolka pukající 5 chlopněmi.

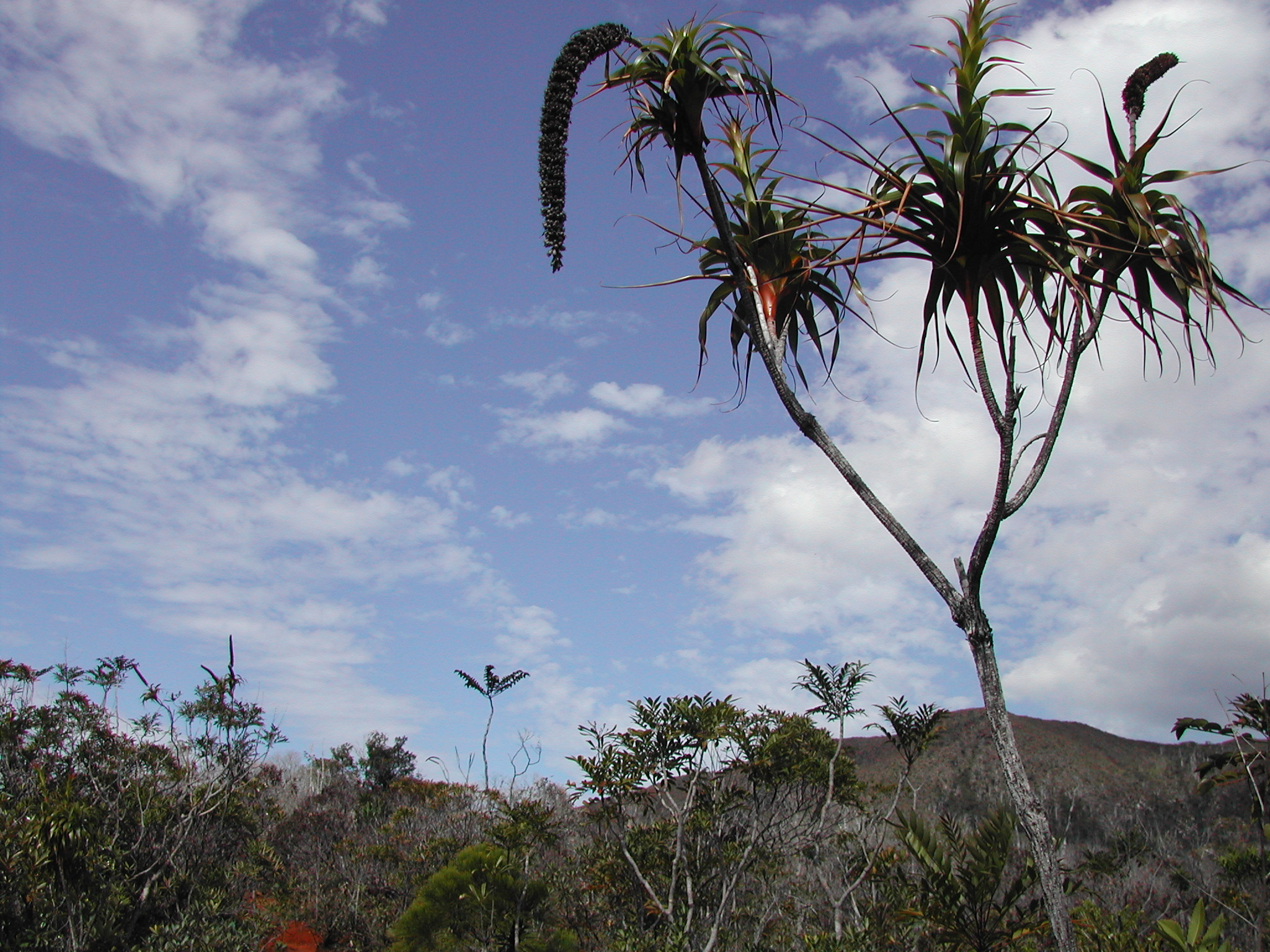
Dracophyllum sp. na Nové Kaledonii
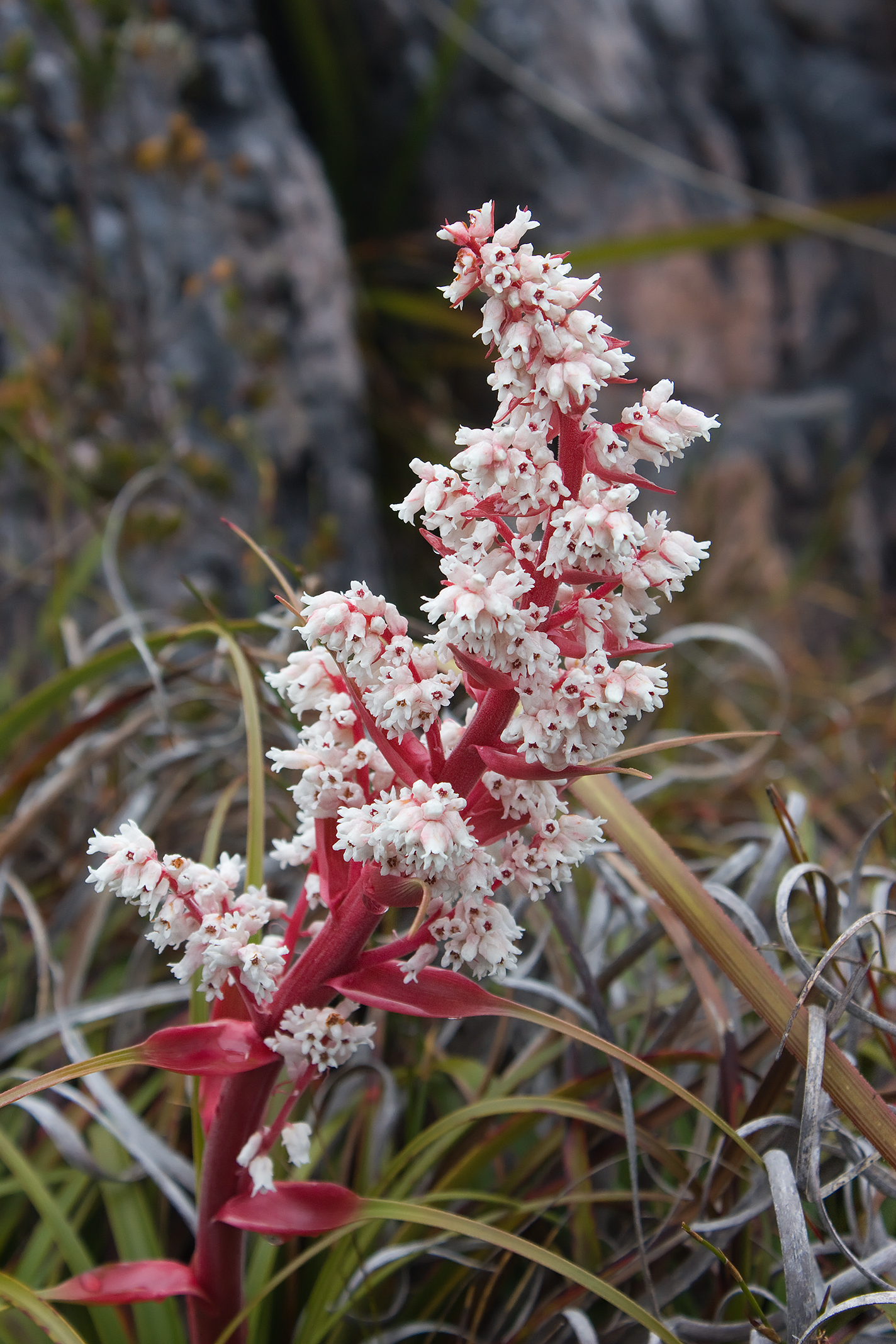
Květenství Dracophyllum milliganii
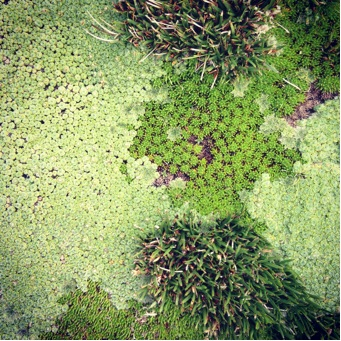
Porost trpasličího tasmánského druhu D. minimum spolu s Pterygopappus lawrencei
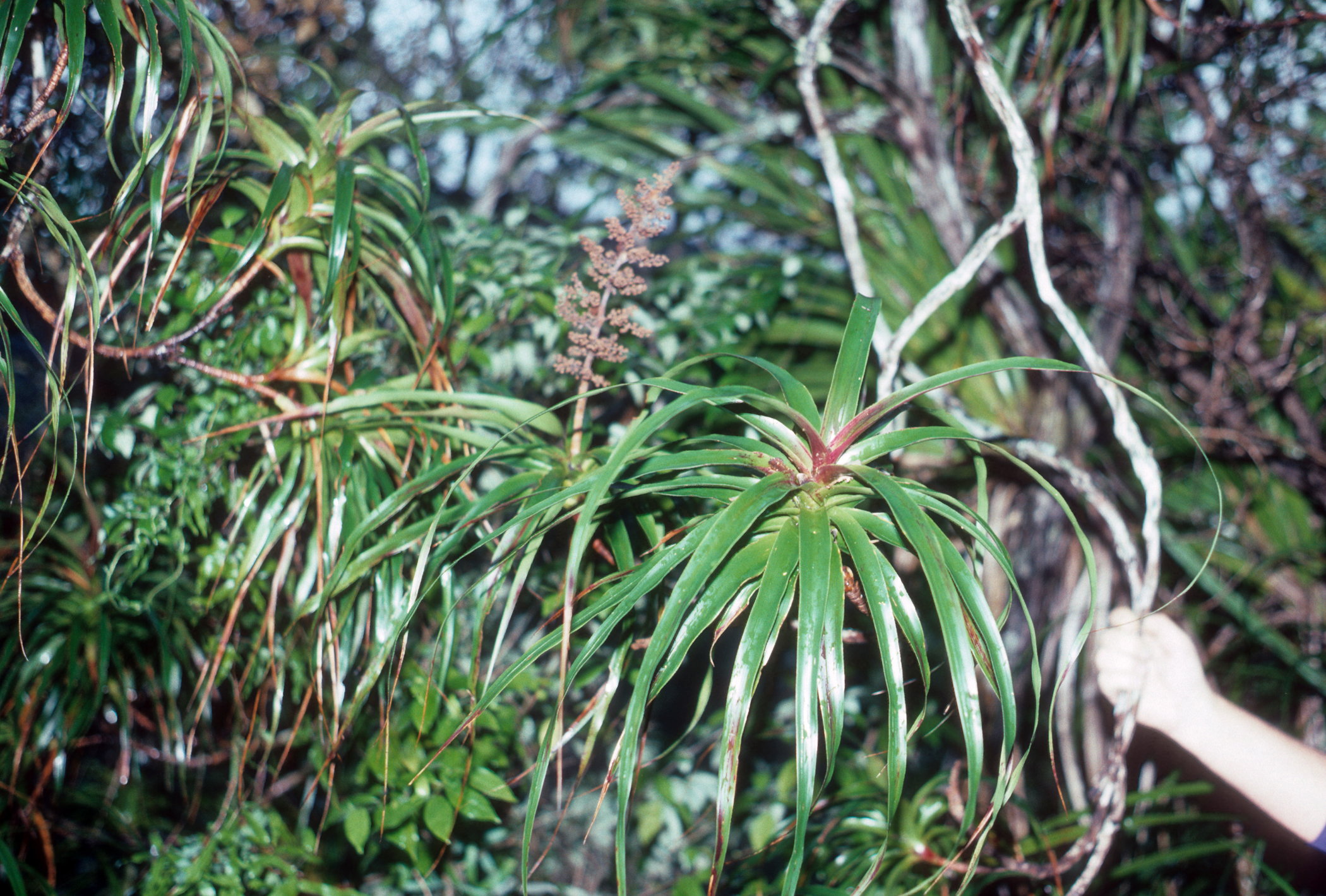
Dracophyllum latifolium

## Rozšíření
Rod Dracophyllum zahrnuje asi 50 až 60 druhů.
Centrum druhového bohatství je na Novém Zélandu, kde roste asi 30 až 36 endemických druhů, a na Nové Kaledonii (9 druhů). Dále je rod Dracophyllum zastoupen na Tasmánii (D. milliganii a D. minimum), v Austrálii (D. secundum na jihovýchodě a D. fitzgeraldii na severovýchodě) a na ostrově Lord Howe (D. fitzgeraldii).
Zástupci rodu Dracophyllum rostou charakteristicky v horských lesích, některé druhy ale zasahují až k mořskému pobřeží.
Jméno Dracophyllum (v překladu dračí list) odkazuje na podivný, téměř prehistorický vzhled rostliny. Ačkoliv jsou to dvouděložné rostliny, svými úzkými listy soustředěnými v růžicích na koncích větví připomínají jednoděložné rostliny, takže jsou někdy nazývány trávové stromy.

## Taxonomie
Rod Dracophyllum je dělen na dva podrody. Podrod Dracophyllum zahrnuje asi 20 druhů a vyskytuje se na Novém Zélandu, v Austrálii, na Tasmánii a Ostrově lorda Howa. Podrod Oreothamnus zahrnuje asi 28 druhů a až na jednu výjimku (D. minimum z Tasmánie) se vyskytuje pouze na Novém Zélandu. Tento podrod představuje taxonomicky velmi obtížnou skupinu, což je dáno zejména proměnlivostí rostlin v závislosti na podmínkách a jejich snadnou hybridizací.

## Význam
Některé druhy rodu Dracophyllum se pěstují jako zahradní rostliny, zejména jako skalničky (především v Austrálii a na Novém Zélandu).
Šťavnaté plody některých druhů slouží místně jako potravina.